# Isuzu MU-7
Der Isuzu MU-7 ist ein Sport Utility Vehicle des japanischen Pkw- und Lkw-Hersteller Isuzu. Produziert wurde dieser zwischen 2002 und 2013 ausschließlich von der thailändischen Thai Rung Union Car. Das Modell ist die geschlossene Version des D-MAX, auf welchem der MU-7 basiert. Isuzu Philippines produzierte das Modell unter dem Namen Isuzu Alterra.
Das Modell ist für bis zu sieben Fahrgäste (inkl. Fahrer) ausgelegt und wird sowohl mit Hinterradantrieb (2WD) als auch als mit Allradantrieb (4WD) angeboten. Durch seine reichhaltige Ausstattungsmöglichkeit ist das Modell sowohl im ganzen Mittelklasse-Segment als auch in der Oberklasse angesiedelt. Konkurrenten sind vor allem Geländewagen der Marken Toyota, Lexus, Honda und Nissan, welche in Thailand ebenfalls einen hohen Absatz erfahren. Als Antrieb dient dem MU-7 ein 3,0-Liter-DOHC-16V-Common-Rail-Diesel mit einer Leistung von 107 kW oder bei den schwereren Modellversionen mit 120 kW.